# Кабрал, Паулу Энрике
Паулу Энрике Родригеш Кабрал (порт. Paulo Henrique Rodrigues Cabral; родился 23 октября 1996 года в Фенайш-да-Луш, Португалия) — португальский футболист, защитник клуба «Санта-Клара». Участник Олимпийских игр 2016 года в Рио-де-Жанейро.

## Клубная карьера
Паулу Энрике — воспитанник клубов «Маритиму» и «Санта-Клара». 27 июля 2013 года в поединке Кубка португальской лиги против «Фаренсе» дебютировал за освноной составе команды. 11 августа в матче против «Шавеша» игрок дебютировал в Сегунда лиге. 29 января 2014 года в поединке против дублёров столичного «Спортинга» Паулу Энрике забил свой первый гол за «Санта-Клару».
Летом 2015 года перешёл в «Пасуш де Феррейра». 3 апреля 2016 года в матче против «Эшторил-Прая» дебютировал в Сангриш лиге. 17 апреля в поединке против «Униан Мадейра» забил свой первый гол за «Пасуш де Феррейра».

## Международная карьера
В 2016 году Энрике в составе олимпийской сборной Португалии принял участие в Олимпийских играх в Рио-де-Жанейро. На турнире он сыграл в матче против команды Алжира.